# برجستگی بیرونی پس‌سری
در وسط استخوان پس‌سری جمجمه انسان یک برجستگی به نام برجستگی بیرونی پس‌سری (انگلیسی: External occipital protuberance) قرار دارد که تهِ سر (انگلیسی: inion) هم نامیده می‌شود.
استخوان پس‌سری (اکسیپیتال) در قسمت پشت و بخشی از کف جمجمه قرار دارد. توده‌های طرفی که سطح زیرین آنها با اولین مهره گردنی مفصل می‌شود در طرفین سوراخ پس‌سری قرار دارند و در پایان، تیغه استخوانی پس‌سری به نام صدف که لوزی شکل است و دارای دو سطح درون‌سری و برون‌سری می‌باشد که در بعضی از افراد وجود دارد. در روی سطح درون‌سری قسمت پشتی مخ و مخچه قرار گرفته و در روی سطح بیرونی آن برجستگی بیرونی پس‌سری قرار دارد که از روی پوست جمجمه می‌توان آنرا لمس کرد.